# Europamästerskapen i bancykling 2024
Europamästerskapen i bancykling 2024 hölls mellan den 10 och 14 januari 2024 i Omnisport Apeldoorn i Apeldoorn i Nederländerna. Det var den 14:e upplagan av europamästerskapen i bancykling.

## Grenar
| Gren                       | Guld                                                                                | Guld                           | Silver                                                                                      | Silver                         | Brons                                                                                    | Brons                           |
| Herrar                     |                                                                                     |                                |                                                                                             |                                |                                                                                          |                                 |
| Sprint                     | Harrie Lavreysen Nederländerna                                                      | Harrie Lavreysen Nederländerna | Mateusz Rudyk Polen                                                                         | Mateusz Rudyk Polen            | Mikhail Yakovlev Israel                                                                  | Mikhail Yakovlev Israel         |
| Lagsprint                  | Nederländerna Jeffrey Hoogland Harrie Lavreysen Roy van den Berg Tijmen van Loon    | 41,958                         | Frankrike Florian Grengbo Rayan Helal Sébastien Vigier                                      | 42,718                         | Polen Daniel Rochna Mateusz Rudyk Rafał Sarnecki Maciej Bielecki                         | 43,177                          |
| Lagförföljelse             | Storbritannien Daniel Bigham Ethan Hayter Charlie Tanfield Ethan Vernon Oliver Wood | 3.45,218                       | Danmark Carl-Frederik Bévort Tobias Hansen Niklas Larsen Rasmus Pedersen Frederik Rodenberg | 3.46,372                       | Italien Davide Boscaro Simone Consonni Francesco Lamon Jonathan Milan                    | 3.49,974                        |
| Keirin                     | Harrie Lavreysen Nederländerna                                                      | Harrie Lavreysen Nederländerna | Mateusz Rudyk Polen                                                                         | Mateusz Rudyk Polen            | Stefano Moro Italien                                                                     | Stefano Moro Italien            |
| Omnium                     | Ethan Hayter Storbritannien                                                         | 121 poäng                      | Niklas Larsen Danmark                                                                       | 121 poäng                      | Fabio Van den Bossche Belgien                                                            | 118 poäng                       |
| Madison                    | Tyskland Roger Kluge Theo Reinhardt                                                 | 64 poäng                       | Frankrike Thomas Boudat Donavan Grondin                                                     | 60 poäng                       | Danmark Michael Mørkøv Theodor Storm                                                     | 50 poäng                        |
| 1000 m tidslopp[N]         | Matteo Bianchi Italien                                                              | 1.00,272                       | Daan Kool Nederländerna                                                                     | 1.00,414                       | Melvin Landerneau Frankrike                                                              | 1.00,472                        |
| Individuell förföljelse[N] | Daniel Bigham Storbritannien                                                        | 4.05,783                       | Charlie Tanfield Storbritannien                                                             | 4.07,777                       | Rasmus Pedersen Danmark                                                                  | 4.10,119                        |
| Poänglopp                  | Niklas Larsen Danmark                                                               | 66 poäng                       | Sebastián Mora Spanien                                                                      | 58 poäng                       | Oscar Nilsson-Julien Frankrike                                                           | 45 poäng                        |
| Scratch[O]                 | Iúri Leitão Portugal                                                                | Iúri Leitão Portugal           | Tim Wafler Österrike                                                                        | Tim Wafler Österrike           | Tobias Hansen Danmark                                                                    | Tobias Hansen Danmark           |
| Elimineringslopp[O]        | Tobias Hansen Danmark                                                               | Tobias Hansen Danmark          | William Tidball Storbritannien                                                              | William Tidball Storbritannien | Jules Hesters Belgien                                                                    | Jules Hesters Belgien           |
| Damer                      |                                                                                     |                                |                                                                                             |                                |                                                                                          |                                 |
| Sprint                     | Emma Finucane Storbritannien                                                        | Emma Finucane Storbritannien   | Lea Friedrich Tyskland                                                                      | Lea Friedrich Tyskland         | Emma Hinze Tyskland                                                                      | Emma Hinze Tyskland             |
| Lagsprint                  | Tyskland Lea Friedrich Pauline Grabosch Emma Hinze                                  | 45,899                         | Storbritannien Sophie Capewell Emma Finucane Katy Marchant Lowri Thomas                     | 46,151                         | Nederländerna Kyra Lamberink Hetty van de Wouw Steffie van der Peet                      | 46,754                          |
| Lagförföljelse             | Italien Elisa Balsamo Martina Fidanza Vittoria Guazzini Letizia Paternoster         | 4.12,551                       | Storbritannien Megan Barker Josie Knight Anna Morris Jessica Roberts Neah Evans             | 4.15,950                       | Tyskland Franziska Brauße Lisa Klein Lena Charlotte Reißner Laura Süßemilch Mieke Kröger | 4.14,768                        |
| Keirin                     | Lea Sophie Friedrich Tyskland                                                       | Lea Sophie Friedrich Tyskland  | Emma Finucane Storbritannien                                                                | Emma Finucane Storbritannien   | Hetty van de Wouw Nederländerna                                                          | Hetty van de Wouw Nederländerna |
| Omnium                     | Anita Stenberg Norge                                                                | 142 poäng                      | Neah Evans Storbritannien                                                                   | 136 poäng                      | Valentine Fortin Frankrike                                                               | 131 poäng                       |
| Madison                    | Frankrike Valentine Fortin Marion Borras                                            | 50 poäng                       | Belgien Katrijn De Clercq Lotte Kopecky                                                     | 41 poäng                       | Italien Elisa Balsamo Vittoria Guazzini                                                  | 28 poäng                        |
| 500 m tidslopp[N]          | Katy Marchant Storbritannien                                                        | 33,319                         | Taky Marie-Divine Kouamé Frankrike                                                          | 33,356                         | Pauline Grabosch Tyskland                                                                | 33,444                          |
| Individuell förföljelse[N] | Josie Knight Storbritannien                                                         | 3.22,816                       | Franziska Brauße Tyskland                                                                   | 3.22,819                       | Anna Morris Storbritannien                                                               | 3.22,934                        |
| Poänglopp[O]               | Lotte Kopecky Belgien                                                               | 24 poäng                       | Anita Stenberg Norge                                                                        | 19 poäng                       | Jarmila Machačová Tjeckien                                                               | 18 poäng                        |
| Scratch[O]                 | Clara Copponi Frankrike                                                             | Clara Copponi Frankrike        | Lani Wittevrongel Belgien                                                                   | Lani Wittevrongel Belgien      | Martina Fidanza Italien                                                                  | Martina Fidanza Italien         |
| Elimineringslopp[O]        | Lotte Kopecky Belgien                                                               | Lotte Kopecky Belgien          | Lea Lin Teutenberg Tyskland                                                                 | Lea Lin Teutenberg Tyskland    | Jessica Roberts Storbritannien                                                           | Jessica Roberts Storbritannien  |

- Cyklister skrivna i kursiv stil tävlade endast i omgångarna innan finalen.
- N  Dessa grenar finns inte med i OS.
- O  I OS finns dessa grenar endast med i kombinationsgrenen omnium.

## Medaljtabell
| Nr                   | Nation               | Guld | Silver | Brons | Totalt |
| -------------------- | -------------------- | ---- | ------ | ----- | ------ |
| 1                    | Storbritannien       | 6    | 6      | 2     | 14     |
| 2                    | Tyskland             | 3    | 3      | 3     | 9      |
| 3                    | Nederländerna*       | 3    | 1      | 2     | 6      |
| 4                    | Frankrike            | 2    | 3      | 3     | 8      |
| 5                    | Danmark              | 2    | 2      | 3     | 7      |
| 6                    | Belgien              | 2    | 2      | 2     | 6      |
| 7                    | Italien              | 2    | 0      | 4     | 6      |
| 8                    | Norge                | 1    | 1      | 0     | 2      |
| 9                    | Portugal             | 1    | 0      | 0     | 1      |
| 10                   | Polen                | 0    | 2      | 1     | 3      |
| 11                   | Spanien              | 0    | 1      | 0     | 1      |
| 11                   | Österrike            | 0    | 1      | 0     | 1      |
| 13                   | Israel               | 0    | 0      | 1     | 1      |
| 13                   | Tjeckien             | 0    | 0      | 1     | 1      |
| Totalt (14 nationer) | Totalt (14 nationer) | 22   | 22     | 22    | 66     |